# Liste der Baudenkmäler in Türkenfeld

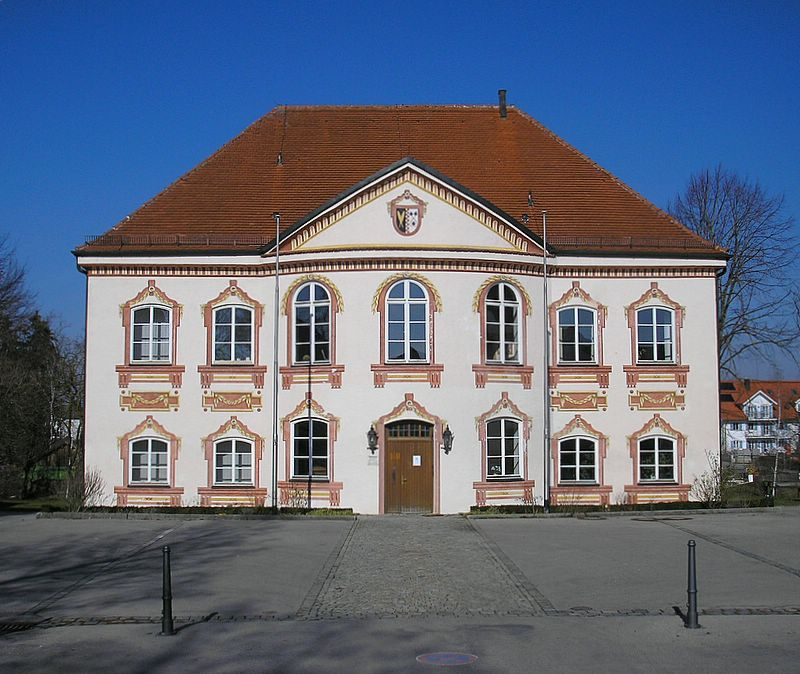
Schloss Türkenfeld

Auf dieser Seite sind die Baudenkmäler in der oberbayerischen Gemeinde Türkenfeld zusammengestellt. Diese Tabelle ist eine Teilliste der Liste der Baudenkmäler in Bayern. Grundlage ist die Bayerische Denkmalliste, die auf Basis des Bayerischen Denkmalschutzgesetzes vom 1. Oktober 1973 erstmals erstellt wurde und seither durch das Bayerische Landesamt für Denkmalpflege geführt wird. Die folgenden Angaben ersetzen nicht die rechtsverbindliche Auskunft der Denkmalschutzbehörde.

## Baudenkmäler nach Ortsteilen

### Türkenfeld
| Lage                               | Objekt                                                                         | Beschreibung | Akten-Nr.     | Bild           |
| ---------------------------------- | ------------------------------------------------------------------------------ | --- | ------------- | -------------- |
| Bahnhofstraße 1 (Standort)         | Pfarrhaus                                                                      | zweigeschossiger Walmdachbau in Formen des Reformstils, von Adolf Voll, 1933/34; Garten- u. Waschhaus, sog. Salettl, ehemaliger Zehentstadel, erdgeschossiger Walmdachbau auf hohem Sockelgeschoss mit hölzerner Loggia und kleinem winkelförmigem Walmdachanbau, im Kern spätes 18. Jh. (tonnengewölbtes Sockelgeschoss), Aufstockung und Anbau um 1920. | D-1-79-149-18 | weitere Bilder |
| Duringstraße (Standort)            | Mariensäule                                                                    | Granitsäule auf Postament mit Marienfigur aus Gussstein, bezeichnet 1905 | D-1-79-149-2  | weitere Bilder |
| Schlossweg 1 (Standort)            | Katholische Pfarrkirche Mariä Himmelfahrt, ehemals St. Katharina und Sylvester | spätgotischer Saalbau mit stark eingezogenem Polygonalchor, Seitenkapellen und nördlichem Chorflankenturm, 1489, barockisiert um 1670, 1754/56 und 1766; mit Ausstattung; Friedhof: Leichenhalle, erdgeschossiger Putzbau mit Zeltdach und neubarockem Ziergiebel, 1914; Kriegergedächtniskapelle mit neubarocker Pietá, 1921; Kruzifix, gusseisern, 2. Hälfte 19. Jahrhundert; Grabdenkmal mit Christusfigur für Joseph Mall, früher Baumeister in den Vereinigten Staaten von Amerika, Besitzer der Villa San José in Türkenfeld (1844–1906), um 1908 und Grabmal für Familie Will, Marmorstele, um 1918 | D-1-79-149-1  | weitere Bilder |
| Schlossweg 2 (Standort)            | Ehemals Schloss                                                                | zweigeschossiger Walmdachbau mit konkavem Risalit und Dreiecksgiebel, um 1725, illusionistische Fassadenmalerei erneuert; Nebengebäude, erdgeschossig mit Walmdach, 18. Jahrhundert | D-1-79-149-3  | weitere Bilder |
| Schlossweg 2 (Standort)            | Grenzstein                                                                     | barock | D-1-79-149-17 | weitere Bilder |
| Zankenhausener Straße 1 (Standort) | Wohnteil eines ehemaligen Einfirsthofes                                        | zweigeschossiger Putzbau mit Satteldach, Holzsägearbeiten und geschnitzter Haustür, bezeichnet 1894 | D-1-79-149-11 | weitere Bilder |

### Peutenmühle
| Lage                     | Objekt                                | Beschreibung | Akten-Nr.     | Bild           |
| ------------------------ | ------------------------------------- | --- | ------------- | -------------- |
| Peutenmühle 1 (Standort) | Ehemals Mühle, sogenannte Peutenmühle | zweigeschossiger Einfirstbau mit Satteldach und seitlichem Pultdachanbau, im Kern mittleres 19. Jahrhundert, mit jüngerem Mühlenteil, wohl um 1910; Reste der ehemaligen Mühlenausstattung | D-1-79-149-10 | weitere Bilder |

### Pleitmannswang
| Lage                        | Objekt                           | Beschreibung | Akten-Nr.    | Bild                             |
| --------------------------- | -------------------------------- | --- | ------------ | -------------------------------- |
| Kapellenstraße 4 (Standort) | Kapelle St. Rochus und Sebastian | kleiner Putzbau mit gerade schließendem Chor und massivem Dachreiter, 18. Jahrhundert, 1806 erneuert, 1873 verlängert; mit Ausstattung | D-1-79-149-4 | Kapelle St. Rochus und Sebastian |

### Zankenhausen
| Lage                                 | Objekt                                       | Beschreibung | Akten-Nr.     | Bild           |
| ------------------------------------ | -------------------------------------------- | --- | ------------- | -------------- |
| Echinger Straße 3 (Standort)         | Wohnhaus                                     | zweigeschossiger Massivbau mit Satteldach und schmiedeeisernem Balkon, um 1910, im Kern älter; Einfriedung, schmiedeeisern                                                                                                 | D-1-79-149-14 | weitere Bilder |
| Echinger Straße 5 (Standort)         | Bauernhaus                                   | zweigeschossiger Satteldachbau, frühes 19. Jahrhundert | D-1-79-149-7  | weitere Bilder |
| Pleitmannswanger Straße 2 (Standort) | Marienfigur                                  | auf hohem neugotischem Sockel, aus Sandstein, von Norbert Bader, 1867 | D-1-79-149-9  | weitere Bilder |
| Pleitmannswanger Straße 3 (Standort) | Heiligenfigur St. Anna mit dem Marienkind    | Sandsteinfigur auf hohem Sockel, bezeichnet 1869 | D-1-79-149-8  | weitere Bilder |
| Pleitmannswanger Straße 5 (Standort) | Milchhaus                                    | Ehemalige Milchsammelstelle, kleiner Putzbau auf erhöhtem Kellergeschoss mit gegenläufiger Treppe und Vordach, um 1920. | D-1-79-149-16 | weitere Bilder |
| Pleitmannswanger Straße 6 (Standort) | Katholische Pfarrkirche St. Johannes Baptist | spätgotischer Saalbau mit eingezogener Apsis, angefügter Sakristei und nördlichem Chorflankenturm mit Zwiebelhaube, wohl Anfang 16. Jahrhundert, um 1690 stark erneuert, 1756/57 Umbau und Barockisierung; mit Ausstattung | D-1-79-149-5  | weitere Bilder |